# José Areso
José Areso Irribarren (baskisch Jose Areso Irribarren, französisch Joseph Aréso; * 1797 in Bigüézal, Romanzado/Erromantzatua in Spanien; † 8. September 1878 in Saint-Palais in Frankreich) war ein spanischer Franziskanermönch, der in Frankreich wirkte und dort den von der Französischen Revolution vernichteten Orden wieder ins Leben rief.

## Leben
José Areso wuchs im spanischen Baskenland auf. Er wurde 1821 von Bischof Joaquín Javier Uriz y Lasaga (1747–1829) von Pamplona zum Priester geweiht. Nach kurzer Tätigkeit in 2 Pfarreien trat er am 13. September 1825 in Olite in den Franziskanerorden ein und predigte bis 1831 Volksmissionen im Baskenland und in der Provinz Logroño. Als sein Kloster 1836 im Zuge der Desamortisation in Spanien geschlossen wurde, ging er nach Frankreich und wirkte, teils im Auftrag von Exilbischof Severo Leonardo Andriani Escofet (1774–1861), in Bayonne, Bordeaux und Pau, vornehmlich als Seelsorger der Exilspanier.
Vor der Zweiten Französischen Republik floh er 1848 ins Heilige Land, vertrug aber das dortige Klima nicht und ließ sich als Generalkommissar nach Frankreich entsenden, um dort den Orden und das Kommissariat des heiligen Landes wieder aufzubauen. Er gründete Franziskanerklöster in Saint-Palais (1851), Amiens (1852), Limoges, Branday (bei Bordeaux) und Bourges. Sie wurden 1859/1860 als Ordensprovinz mit dem Namen Saint-Louis d’Anjou organisiert. Areso wurde zum ersten Provinzial ernannt. 1863 dankte er ab und zog sich nach Saint-Palais zurück, wo er 1878 im Alter von 81 Jahren starb.

## Veröffentlichungen
- Cartas morales. Bayonne 1837.
  - (französisch) Lettres morales propres à inspirer l'amour de la vertu, le zèle de la religion et l'horreur de l'hérésie.  E. Valin, Bolbec 1864.
- Cartas cristianas. Bayonne 1838.
- Obsequio Católico. Barcelona 1838.
- Grito de religión compuesto en forma de diálogo. Cluzeau, Bayonne 1839.
- Carta a los Españoles Emigrados. Bayonne 1840.
- Memorial del Cristiano. Jerusalem 1848.
- Les lieux saints et les missions que les pères de la Terre-Sainte entretiennent en Palestine et ailleurs décrites dans des lettres pieuses et instructives. Bayonne 1850. Poussielgue-Rusand, Paris 1862.
- Selecta franciscana. Pigelet, Bourges 1861.
- Le catholique guidé dans la pratique de la religion.  E. Valin, Caen 1868. 2. Auflage 1874.
- Manuel des missionnaires franciscains ou le jeune franciscain instruit de l'excellence du mérite et du fruit des missions. 2. Auflage. E. Valin, Bolbec 1871.